# Association for the Advancement of Artificial Intelligence
L'Association for the Advancement of Artificial Intelligence (AAAI) è un'associazione scientifica internazionale dedita a promuovere la ricerca nell'ambito dell'intelligenza artificiale, a migliorare la conoscenza pubblica dell'intelligenza artificiale, la formazione didattica dei professionisti, a fornire informazione e assistenza ai decisori e ai finanziatori della ricerca riguardo alle potenziali direttrici di sviluppo futuro della ricerca.

## Storia
L'organizzazione fu fondata nel 1979 col nome di American Association for Artificial Intelligence e nel 2007 assunse la denominazione attuale. Fra i suoi presidenti storici, si ricordano esponenti dell'informatica quali: Allen Newell, Edward Feigenbaum, Marvin Minsky e John McCarthy.

## Attività
L'AAAI pubblica quattordici riviste nel campo dell'intelligenza artificiale, fra le quali il trimestrale AI Magazine il cui primo numero risale al 1980. Inoltre, organizza l'AAAI Conference on Artificial Intelligence, conferenze tematiche e un simposio annuale.
Dal 1990, l'AAAI Fellowship premia dai cinque ai dieci iscritti che da almeno dieci anni hanno dato un significativo contributo alla ricerca nel campo dell'Intelligenza Artificiale.
L'ACM-AAAI Allen Newell Award viene assegnato a contributi di particolare rilievo nella ricerca informatica o a ricerche interdisciplinari. La dotazione è di 100.000 dollari ed è finanziato dall'Associazione per l'avanzamento dell'intelligenza artificiale (AAAI), dall'Associazione per le macchine informatiche (ACM) e da donazioni individuali.
Dal 2016 viene assegnato anche l'AAAI/EAAI Outstanding Educator Award a favore di una o più persone che hanno apportato un contributo migliorativo di lungo termine all'insegnamento in materia di intelligenza artificiale.